# Cannalonga

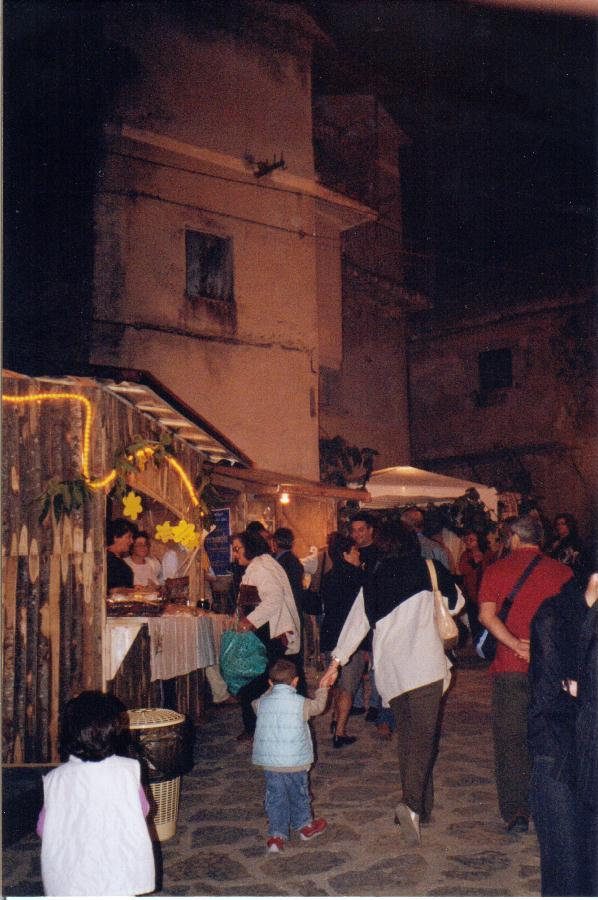
Magasin dans la Fiera della Frecagnola.

Cannalonga est une commune italienne de la province de Salerne, dans la région de Campanie.

## Étymologie
D'après certains, le nom de la ville provient du large nombre de pousses de bambous (it:canne di bambù) présents dans la région.
D'autres font le lien avec une ancienne unité de mesure appelée « canna ».

## Géographie
La ville la plus proche est Vallo della Lucania, à 3 km au sud de Cannalonga.

## Histoire
La ville fut fondée entre le IXe siècle et le Xe siècle apr. J.-C..
Elle devint célèbre dans la région aux alentours de 1450 quand commença la tradition du festival appelé Fiera di Santa Lucia. Aujourd'hui ce festival est plus connu sous le nom de Fiera della Frecagnola.

## Fêtes et patrimoine
- 23 mars : Fête célébrant Saint Turibio de Mongrovejo.
- Juillet : Sagra del Fusillo
- 16 juillet : Célébration de Notre-Dame du Mont-Carmel
- Deuxième samedi du mois de septembre : Fiera della Frecagnola

## Cuisine
Plats traditionnels
- Laane e ciciari (grandes tagliatelles et pois chiche)
- Fusilli al sugo di castrato (pâtes locales avec de la sauce tomate et de la viande d'agneau castré)
- Tiano (repas de Pâques du 'pauvre' préparé à base de pâte à gâteau avec du blé, du lait et du fromage)
- Pizza chiena (tarte de Pâques à base de riz, d'œufs, de fromage et de salami)
- Bollito di capra (recette de viande de chèvre bouillie basée sur une ancienne recette traditionnelle. Cette spécialité est servie pendant le festival 'Fiera della Fracagnola')

## Administration
| Période                                  | Période  | Identité         | Étiquette | Qualité |
| ---------------------------------------- | -------- | ---------------- | --------- | ------- |
| 30 mai 2006                              | En cours | Toribio Tangredi |           |         |
| Les données manquantes sont à compléter. |          |                  |           |         |

### Communes limitrophes
Campora, Moio della Civitella, Novi Velia, Vallo della Lucania.

## Galerie d'images

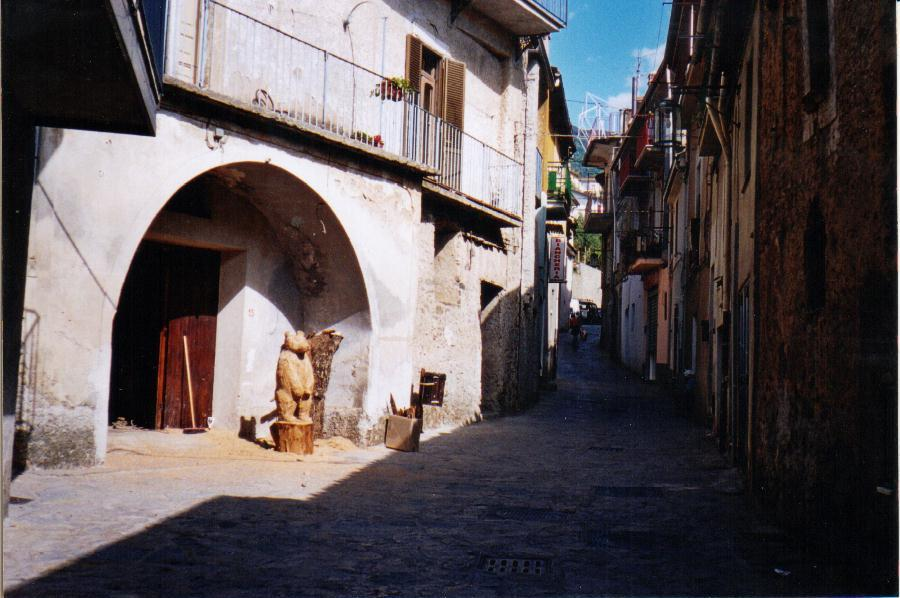
Paese a monte.
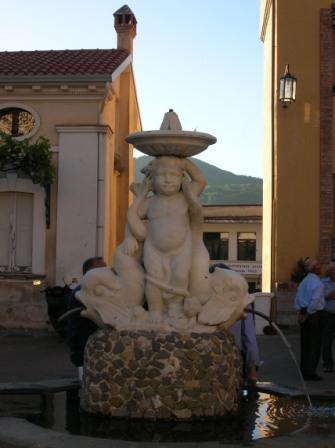
Moccio della Fontana.